# Алту-Лигонья
Алту-Лигонья (порт. Alto Ligonha) — район редкоземельных гранитных пегматитов в провинции Замбезия в Мозамбике. Включает более 800 месторождений, объединяемых в 60-70 пегматитовых полей общей площадью 40 тыс. км².
Общие запасы оцениваются в 8 тыс. тонн Ta2O5 и около 30 тыс. тонн Nb2O5. Наиболее крупные месторождения: Муиане (Muiane), Морруа (Morrua), Марропино (Marropino), Монея (Monegha).
Разработка пегматитовых жил ведётся с начала XX века.
Главные минералы:
- литиевые — лепидолит, сподумен, амблигонит и петалит;
- цезиевые — поллуцит, цезиевые слюды, цезиевый берилл;
- танталовые — колумбит, мангантанталит, иксиолит, стибиотанталит, микролит, самарскит;
- бериллиевые — технический берилл, аквамарин, гелиодор, морганит, чёрный берилл, изумруд, бертрандит.

Промышленное значение, кроме того, имеют: монацит, эвксенит, самородный висмут, висмутин, шеелит, касситерит, драгоценные разновидности турмалина, мусковит, амазонит, микроклин, кварц, каолинит.
Район известен редкими находками минералов — кристалл берилла весом в 42 тонны (месторождение Муньямола I), кристаллы морганита весом в 20-25 кг (месторождение Намакотче), друзы рубеллита с длиной кристаллов 50 см (месторождение Муиане).
Разработка редкометалльных пегматитов в pайоне Алту-Лигонья ведётся национальными компаниями «Minas Gerais de Mozambique Ltd.» и «Empesa Mineira do Alto Ligonha SARL» открытым способом на глубине до 20-25 метров (месторождения Moppya, Марропино, Муиане). Основное горнотранспорное оборудование — бульдозеры, скреперы. Переработка ведётся на обогатительных фабриках «Moppya» (100 тонн танталового концентрата, 1983) и «Марропино» (30 тонн). Cpеднегодовая добыча по pайону Алту-Лигонья (1967—74) составила 70 тонн микролита, 70 тонн висмута, 300 тонн лепидолита. C учётом потерь (70-75 %) из выветрелых руд месторождений Алту-Лигоньи извлечено до 10 тыс. тонн тантало-ниобатов. Попутно в Алту-Лигонье добывают мусковит (Бoa-Эсперанса, Haoppa, Мокашая), в 1910—70 добыто свыше 1 тыс. тонн листового мусковита и скрапа (в 1980-x гг. до 100 тонн в год). Сырец экспортируется в ЮАР и Великобританию.
Ha территории страны ведётся добыча открытым способом c ручной рудоразборкой абразивного (годовая добыча 240—884 тонн) и ювелирного гранатa (2-17 тонн), изумрудов (месторождения Ниане, Марропино, Питея, не менее 18 кг) и изумрудной крошки (до 3 тонн), аквамаринов и гелиодоров (Moppya, 500 кг), цветных турмалинов (Монея, 4-12 тонн), топазов (Муиане, до 16 тонн).
По периферии района Алту-Лигонья размещаются месторождения гранитных пегматитов с редкоземельной (месторождения Иле, Гильерми, Комуа и др.) и ураноториевой (Энлума, Муготая и др.) минерализацией.